# Old Wave
Old Wave (рус. Старая волна) — девятый студийный альбом Ринго Старра, выпущенный в 1983 следующим после альбома 1981 года Stop and Smell the Roses.
В начале 1982 года Старру не терпелось начать работу над следующим альбомом. Решив, что в этот раз ему нужно сделать более однотипный по звуку альбом, он захотел поработать только с одним продюсером, Джо Уолшом, бывшим участником распавшейся группы Eagles. Уолш и Старр знали друг друга с середины 1970-х, встретившись и подружившись в Лос-Анджелесе. Уолш немедленно согласился работать с Ринго, они встретились в феврале 1982 и начали готовить материал для записи альбома. Первоначально альбом был назван It Beats Sleep.
После убийства Джона Леннона 8 декабря 1980 Старр не ощущал себя больше в безопасности в США и вернулся домой в Англию и стал жить в особняке Титтенхёрст Парк (англ. Tittenhurst Park), который Старр купил у Леннона в 1973. Преобразовав домашнюю студию Леннона в студию с названием «Startling Studios», Старр решил записывать новый альбом здесь. Песня Леннона «Borrowed Time», демозапись которой две недели до гибели Леннон передал Старру в Нью-Йорке, чтобы они немного погодя записали её вместе для альбома Старра Stop and Smell the Roses (1981), была записана, но никогда не включалась ни в одно из изданий альбома Old Wave; песня присутствует на посмертном LP-альбоме Леннона Milk and Honey (1984), коллекции песен, включающей и четыре композиции, изначально предназначавшиеся для альбома Ринго, — то, что каждый из остальных троих «битлов» нередко делал.

### Запись альбома
Работа по подготовке к записи началась в марте 1982. К Старру присоединился не только Джо Уолш — Гэри Брукер (клавишник Procol Harum), Джон Энтвисл (басист The Who), Рэй Купер и Эрик Клэптон тоже записали один или несколько треков. В отличие от обычной практики для альбомов Старра, где ему помогали знаменитые приятели и друзья, этот альбом в основном именно «альбом Старра и Уолша» — и в центре внимания оказываются именно они.
Название альбома Old Wave (рус. Старая волна) было игрой с названием музыкального стиля «new wave» (рус. новая волна).
На обложку альбома помещена раскрашенная чёрно-белая фотография Старра в ещё «до-битловские» дни, сделанная «в фото-киоске где-то в северной Англии».
Запись альбома прошла гладко и была завершена летом 1982 года.

### Выпуск альбома
Поскольку контракт Старра с лейблом RCA Records был разорван, Ринго должен был найти новый лейбл для выпуска Old Wave. Хотя прошло немногим более десяти лет после распада The Beatles, ни один ведущий американский или британский лейбл не интересовался возможностью подписать контракт со Старром. Ринго не мог спокойно признать это и решил издать альбом любым возможным путём. Выпуск альбома был запланирован на лейбле Boardwalk Records, но это не произошло пока не умер глава лейбла Нил Богарт.
Альбом был выпущен 16 июня 1983 в Германии лейблом Bellaphon, 24 июня 1983 лейблом RCA Canada для продажи в других странах.
RCA Canada начиная с июня 1983 продавала альбом в Канаде, Австралии, Новой Зеландии, Японии, Голландии (куда импортировались диски, отпечатанные в Германии, а на них приклеивалась голландская этикетка), Мексике и Бразилии; в Германии альбом и сингл с него был выпущен лейблом Bellaphon. В Мексике был неофициально издан сингл с песнями «She’s About a Mover» и «I Keep Forgettin'». Продажи Old Wave во всех этих странах не были успешными — и после Old Wave Старр долгое время не выпускал студийных альбомов, до выхода в 1992 году альбома Time Takes Time.
В США и Великобритании альбом (выпущенный RCA Canada) не продавался — но четыре трека с альбома были выпущены в США на CD Sturr Struck 24 февраля 1989.
Единственный официальный сингл с альбома был выпущен лейблом Bellaphon в Германии — с песнями «In My Car» и «As Far as We Can Go». На альбом Джо Уолша 1987 года Got Any Gum? вошла кавер-версия на песню «In My Car», которая была также издана как сингл и стала почти хитом.
В 1994 году Old Wave был переиздан на CD-диске в США лейблом Capitol Records. На переиздание как бонус-трек вошла первоначальная запись (англ. original recording) песни «As Far as We Can Go», сделанная в июле 1978 года в Копенгагене. На этой записи Старру аккомпанирует на электропиано автор песни Russ Ballard в сопровождении Копенгагенского Филармонического оркестра (во время этих сессий записи в Копенгагене 22-23 июля 1978 Ринго записал ещё три так и не изданных трека: «She’s So In Love», «On The Rebound» и «One Way Love Affair»).

## Список композиций
| №  | Название              | Автор(ы)                                      | Длительность |
| -- | --------------------- | --------------------------------------------- | ------------ |
| 1. | «In My Car»           | Джо Уолш, Ричард Старки, Mo Foster, Kim Goody | 3:13         |
| 2. | «Hopeless»            | Уолш, Старки                                  | 3:19         |
| 3. | «Alibi»               | Уолш, Старки                                  | 4:02         |
| 4. | «Be My Baby»          | Уолш                                          | 3:48         |
| 5. | «She’s About a Mover» | Doug Sahm                                     | 3:53         |

| №   | Название                        | Автор(ы)                                                 | Длительность |
| --- | ------------------------------- | -------------------------------------------------------- | ------------ |
| 6.  | «I Keep Forgettin'»             | Джерри Лейбер, Майк Столлер                              | 4:20         |
| 7.  | «Picture Show Life»             | John Reid, John Slate                                    | 4:18         |
| 8.  | «As Far as We Can Go»           | Russ Ballard                                             | 3:51         |
| 9.  | «Everybody’s in a Hurry But Me» | Уолш, Старки, Джон Энтвисл, Эрик Клэптон, Chris Stainton | 2:34         |
| 10. | «Going Down»                    | Уолш, Старки                                             | 3:34         |

| №   | Название                                 | Автор(ы)     | Длительность |
| --- | ---------------------------------------- | ------------ | ------------ |
| 11. | «As Far as We Can Go (Original Version)» | Russ Ballard | 5:33         |

## Участники записи
- Ринго Старр: барабаны (1-4, 9), перкуссия (1-4, 6), вокал (1-8, 10, 11)
- Джо Уолш: гитары (1-6, 9, 10), синтезаторы (8), talkbox (8), бэк-вокал (1-6, 8, 10)
- Mo Foster: бас-гитара (1-4, 10), гитары
- Гэри Брукер: клавишные (1-4), фортепиано, электропиано
- Chris Stainton: клавишные (1-4), фортепиано, орган
- Steve Hess: бэк-вокал (1, 2)
- Mark Easterling: бэк-вокал (1, 2)
- Patrick Maroshek: бэк-вокал (1, 2)
- Freebo: бас-гитара (5-7), туба (5-7)
- Sherwood Ball: гитара (5-7, 10)
- Kal David: гитара (5-7, 10)
- Peter Bunetta: барабаны (5, 7, 10)
- Bruce MacPherson: орган (5-7, 10)
- Sam Clayton: перкуссия (5, 7, 10)
- Joe Lala: перкуссия (5, 7, 10)
- Jocko Marcellino: перкуссия (5, 7, 10)
- Garrett Adkins: тромбон (5-7, 10)
- Lee Thornburg: труба (5-7, 10)
- David Wooford: саксофон (5-7, 10)
- Russ Kunkel: барабаны (6)
- Waddy Wachtel: соло-гитара (7), гитара (10)
- Joe Vitale: фортепиано (8), бэк-вокал (8)
- Эрик Клэптон: гитара (9)
- Джон Энтвисл: бас-гитара (9)
- Рэй Купер: перкуссия (9)
- Russ Ballard: электропиано (11)
- Copenhagen Philharmonic Orchestra (11)